# Furaribi

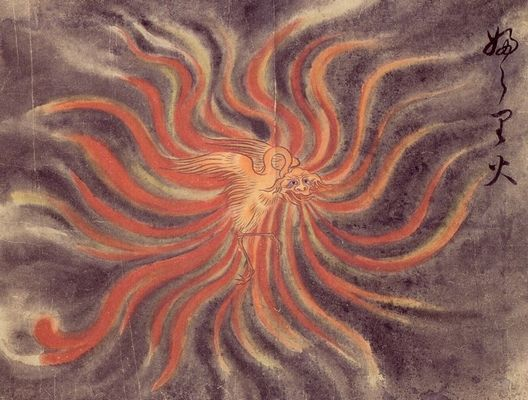
Furaribi dal Hyakkai zukan di Sawaki Sūshi.

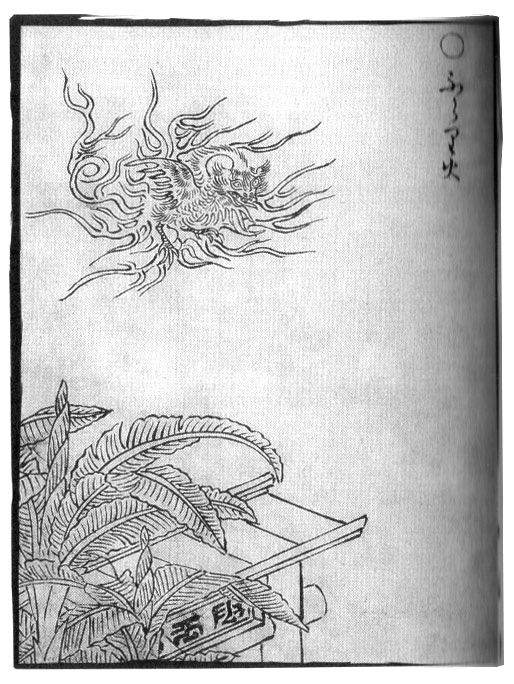
Furaribi dal Gazu Hyakki Yagyō di Toriyama Sekien.

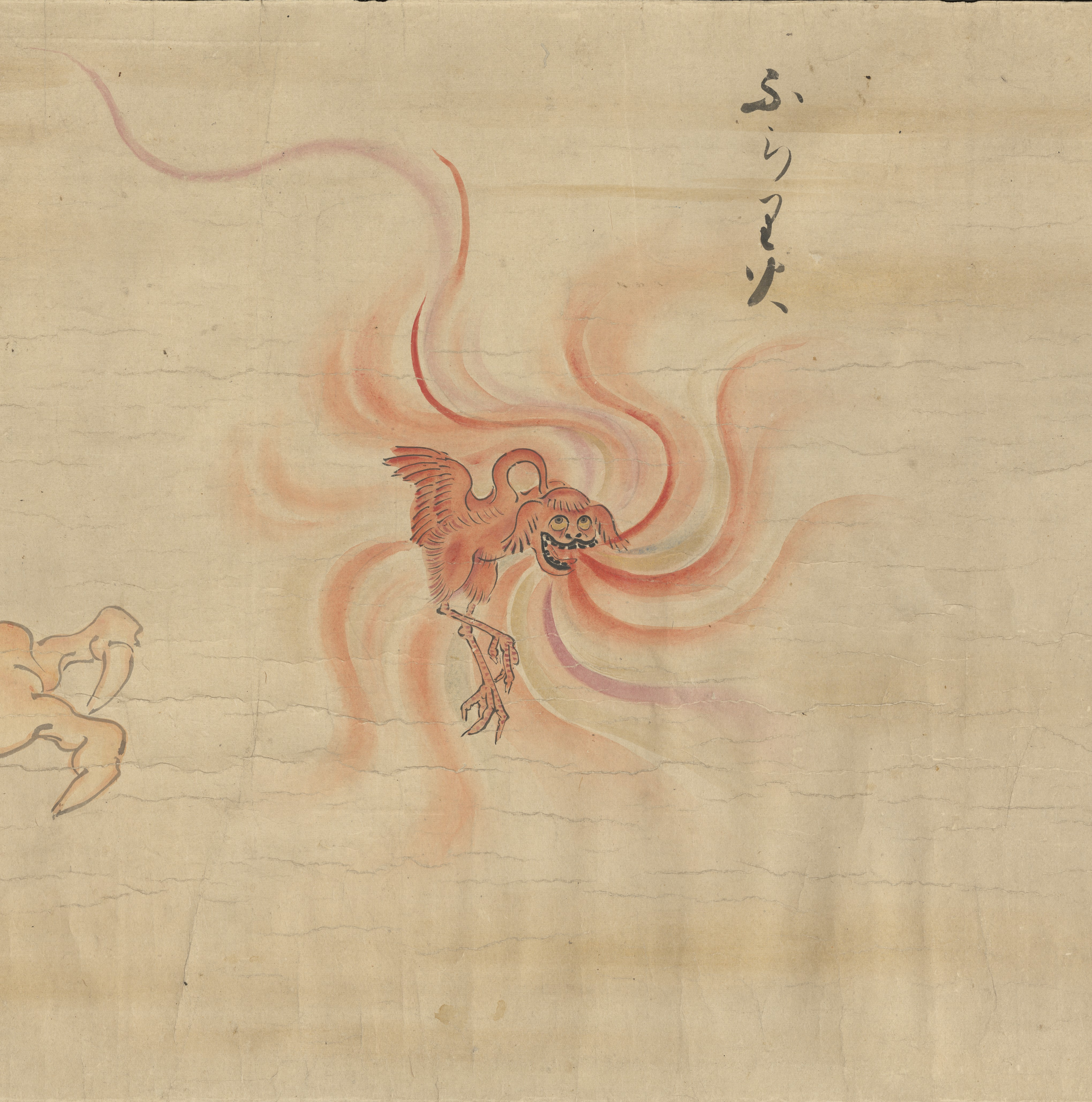
Furaribi dal Bakemono-no-e (1700 circa).

Furaribi (ふらり火?) è uno yōkai del folclore giapponese con l'aspetto di un uccello di fuoco. Appare nei classici dipinti di yōkai giapponesi come Gazu hyakki yagyō di Toriyama Sekien, nel Hyakkai zukan di Sawaki Sūshi e nel Bakemono-no-e di un autore sconosciuto.

## Descrizione
Nelle collezioni Hyakki zukan e Bakemonozukushi, un uccello con la faccia simile a quella di un cane è raffigurato avvolto dalle fiamme. Anche quello del Gazu hyakki yagyō è un uccello avvolto dalle fiamme, ma il suo volto ricorda quello del Garuḍa della mitologia indù.
La mancanza di un testo esplicativo rende poco chiaro che tipo di yōkai rappresentino queste creature. Tuttavia c'è una teoria che ipotizza sia l'incarnazioni del fuoco e che abbiano origine da defunti a cui non sono stati offerti servizi funebri e quindi vagano per il mondo come spiriti e nel tempo hanno cambiato aspetto prendendo questa forma.

## Storie simili
Una leggenda simile al furaribi è quella del "buraribi", che apparve a Isobezutsumi, il bacino del fiume Jinzū nella città di Isobe, a Toyama, prefettura di Toyama, raccontata per la prima volta all'inizio del periodo Meiji.
Durante l'era Tenshō, Sassa Narimasa, signore del castello di Toyama, aveva una concubina di nome Sayuri. Sayuri era molto bella e Narimasa ne era innamorato, il che inasprì la sua relazione con le okujochū (dame di compagnia) del castello. Un giorno, le dame di compagnia calunniarono Sayuri, dicendo che aveva una relazione con un uomo diverso da Narimasa. Narimasa prese la cosa sul serio e fu così sopraffatto dall'amore e dall'odio che uccise Sayuri, impiccandola a un albero presso Isobezutsumi e tagliandola a pezzi. Inoltre, anche la famiglia di Sayuri fu giustiziata per lo stesso crimine. Un totale di 18 membri della famiglia, uccisi per un crimine che non avevano commesso, morirono lanciando una maledizione su Narimasa. 
Da allora, un fuoco misterioso chiamato "Buraribi" o "Sayuribi" appare ogni notte in questa zona, e se si chiama "Sayuri, Sayuri", appare la testa mozzata di una donna, con i capelli in disordine, dall'aspetto vendicativo. Si dice anche che il fatto che il clan Sassashi abbia perso in battaglia contro Toyotomi Hideyoshi sia stata opera dello spirito vendicativo di Sayuri.